# Музыка Ливана
Музыка Ливана имеет долгую историю. Бейрут издавна, особенно после второй мировой войны, славился как центр искусств, в том числе музыки. В Бейруте начали свою карьеру многие ливанские музыканты и певцы, в том числе Файруз, Сабах, Вадих эль-Сафи, Насри Шамседдин, а в начале 1970-х — Сальва аль-Катриб, Маджида эль-Руми, Ахмад Каабур, Марсель Халиф — исполнитель народной музыке на уде, а также автор песен и композитор Зиад Рахбани. Во время гражданской войны 1975—1991, большинство из ливанских «звёзд»-музыкантов эмигрировали в Каир или в Париж и начали возвращаться в Ливан только после 1992 года.
Среди современных ливанских поп-исполнителей известностью пользуются Нажуа Карам, Диана Хаддад, Наваль аль-Зогби, Хайфа Вахби, Элисса, Рагнеб Алама, Валид Тауфик, Ваель Кфури,Фарес Карам, Амаль Хиджази, Нэнси Аджрам , Мельхем Зайн, Фадл Шейкер, Асси эль-Хелани, Лайал Аббуд.
Проведение в 2011 году в Бейруте международного праздника музыки Fête de la Musique нашло большое количество откликов по всей стране.

## Современная популярная музыка в Ливане
После окончания гражданской войны в Ливан широко проникает музыка «андеграунда», большую популярность завоевывает автор и исполнительница Тания Салех, рок-поп-дуэт Soap Kills и многие другие группы различных музыкальных направлений. Набирают популярность запрещённые в своё время арабские хип-хоп группы, таких как Rayess Bек, Fareeq El Atrash и ASHEKMAN. Становятся популярными и другие альтернативные рок-группы, такие как Meen, Blend, The Virtuals, The Kordz, Scrambled Eggs, Olden, Машру Лейла, исполнитель Джей Вуд.
Во время гражданской войны большую популярность приобрели рок, хард-рок и хэви-метал. Огромной популярностью пользовались такие группы, как Deep Purple, Black Sabbath, Led Zeppelin, Rolling Stones, Iron Maiden и Scorpions. В 1978 году билеты на объявленный в Ливане концерт Rolling Stones были распроданы за 5 часов. Концерт был отменён, в результате чего ливанские фанаты группы начали жечь на дорогах покрышки в знак протеста. Глэм-рок также был и остаётся чрезвычайно популярным в Ливане. Альбомы таких групп, как Bon Jovi, Guns N’ Roses и Europe разошлись в Ливане более чем 3-миллионными тиражами.

## Народные музыкальные инструменты Ливана

### Лютня
Лютня — музыкальный инструмент, название которое происходит от испанского laud, которое. в свою очередь, происходит от названия арабского музыкального инструмента, аль-уд. Лютни изготавливаются почти целиком из дерева. Дека, сделанная из тонкого листа древесины (как правило, ели) имеет овальную форму. Во всех типах лютни дека содержит одинарную или иногда тройную розетку вместо звукового отверстия. Розетки, как правило, богато декорированы. Этот инструмент имеет глубокий и мягкий звук.

### Миджвиз
Миджвиз, что буквально означает «двойной» на арабском языке, очень популярный инструмент среди горных жителей Ливана. Представляет собой один из видов кларнета. Исполнитель вдыхает через круглое отверстие в конце трубки и, перемещая пальцы по отверстиям, извлекает ноты разной высоты.

### Табла
Табла — небольшой ручной барабан, как правило, красиво оформленный плиткой, инкрустацией костью или картинками, типичными для Ближнего Востока. Чаще всего представляет собой мембранофон из козьей шкуры или рыбьей кожи, натянутой на глиняный или металлический сосуд с широким горлышком. При игре помещается под левую руку или между ногами исполнителя.

### Даф
Даф, известный также как «рикк», ударный музыкальный инструмент, разновидность бубна. Представляет собой деревянный обод с натянутой на него кожей осетра. В современных условиях мембрана гавала также делается из пластика, чтобы предотвратить увлажнение. К ободу гавала иногда прикрепляются 60-70 медных или металлических колец, которые при исполнении создают звенящийся звук.

### Бузак
Слово «бузак» от тюркского «бузук», буквально означающее «испорченный». Бузак не относится к числу классических инструментов арабской или турецкой музыки. Бузак представляет собой струнный инструмент с двумя металлическими струнами, для игры на нём используют плектр. Известные ливанские исполнители на бузаке — Заки Нассиф, Филимон Вехбе, братья Рахбани, Ромео Лахуд, Валид Гольмье и Погос Гелалян.